# Vesmírný dalekohled Jamese Webba
Vesmírný dalekohled Jamese Webba (zkratka JWST z anglického James Webb Space Telescope) je vesmírný dalekohled, který vznikl v mezinárodní spolupráci NASA, Evropské kosmické agentury a Kanadské kosmické agentury. Dalekohled je pojmenován po Jamesi E. Webbovi, který byl v letech 1961–1968 administrátorem NASA a hrál důležitou roli v programu Apollo. Má být nástupcem Hubbleova vesmírného dalekohledu jako vlajková loď NASA v oblasti astrofyziky. JWST byl vypuštěn 25. prosince 2021 raketou Ariane 5 při letu VA256. Je navržen tak, aby poskytoval lepší rozlišení a citlivost v infračerveném spektru než Hubbleův dalekohled a zobrazoval objekty až 100krát slabší než nejslabší objekty detekovatelné Hubbleovým dalekohledem. To umožní širokou škálu výzkumů napříč obory astronomie a kosmologie, například pozorování až do rudého posuvu z≈20 některých nejstarších a nejvzdálenějších objektů a událostí ve vesmíru (včetně prvních hvězd a vzniku prvních galaxií) a detailní charakterizaci atmosféry potenciálně obyvatelných exoplanet.
Primární zrcadlo JWST, optický prvek dalekohledu, se skládá z 18 šestiúhelníkových zrcadlových segmentů vyrobených z pozlaceného beryllia, které dohromady vytvářejí zrcadlo o průměru 6,5 metru. Díky tomu má Webbův dalekohled světelnou sběrnou plochu přibližně 5,6krát větší než Hubbleovo 2,4metrové zrcadlo (25,37 m2 sběrné plochy oproti 4,525 m2 Hubbleova zrcadla). Na rozdíl od Hubbleova dalekohledu, který pozoruje v blízkém ultrafialovém, viditelném a blízkém infračerveném spektru (0,1–1,0 μm), bude JWST pozorovat v nižším frekvenčním rozsahu, od dlouhovlnného viditelného světla (červené) po střední infračervené spektrum (0,6–28,3 μm). To mu umožní pozorovat objekty s vysokým rudým posuvem, které jsou pro Hubbla příliš staré, slabé a vzdálené. Aby mohl dalekohled pozorovat slabé signály v infračerveném oboru bez rušení jinými zdroji tepla, musí mít teplotu nižší 50 K (−223 °C), proto je umístěn ve vesmíru poblíž libračního centra soustavy Slunce-Země L2, což je bod ve vesmíru vzdálený asi 1,5 milionu kilometrů od Země, kde ho jeho pětivrstvá sluneční clona ve tvaru deltoidu může ochránit před současným zahříváním Slunce, Země a Měsíce.
Vývoj řídilo Goddardovo kosmické středisko NASA v Marylandu a dalekohled provozuje Space Telescope Science Institute. Hlavním dodavatelem byla společnost Northrop Grumman.
Vývoj byl zahájen v roce 1996 a původně se počítalo se startem v roce 2007 a s rozpočtem 500 milionů amerických dolarů. Došlo k mnoha zpožděním a překročení nákladů, včetně zásadního přepracování projektu v roce 2005, roztržení sluneční clony při cvičném nasazení, doporučení nezávislé revizní komise, pandemie covidu-19, problémů s raketou Ariane 5 a samotným dalekohledem a problémů s komunikací mezi dalekohledem a nosnou raketou. Média si všímala, jak je dalekohled složitý a jak jeho vypuštění náročné a vědci a inženýři se k němu vyjadřovali.
Výroba byla dokončena koncem roku 2016, kdy začala rozsáhlá testovací fáze. Dalekohled byl vypuštěn 25. prosince 2021 ve 12.20 světového času nosnou raketou Ariane 5 z Kourou ve Francouzské Guyaně a o 27 minut později byl uvolněn z horního stupně. Start NASA popsala jako „bezchybný“ a „dokonalý“. K 24. lednu 2022 byl dalekohled plně a úspěšně rozložen do provozní konfigurace, jeho zrcadla byla přesunuta ze startovních pozic a úspěšně se dostal na oběžnou dráhu v cílovém místě. První snímek byl zveřejněn na tiskové konferenci 11. července 2022. Dalekohled je nástupcem Hubbleova teleskopu a vlajkovou lodí NASA v oblasti astrofyziky.

## Rysy

Přibližný graf propustnosti (nebo neprůhlednosti) zemské atmosféry pro různé vlnové délky elektromagnetického záření, včetně viditelného světla.

Vesmírný dalekohled Jamese Webba má hmotnost přibližně poloviční oproti Hubbleovu vesmírnému dalekohledu, ale má primární zrcadlo o průměru 6,5 m pokryté pozlaceným beryliem a složené z 18 šestiúhelníkových zrcadel, takže jeho celková velikost je více než šestkrát větší než 2,4 m velkého Hubbleova dalekohledu. Z toho 0,9 m2 je zakryto sekundárními podpůrnými vzpěrami, takže jeho skutečná sběrná plocha světla je asi 5,6krát větší než Hubbleova sběrná plocha 4,525 m2. Beryllium je velmi tuhý, tvrdý a lehký kov často používaný v letectví a kosmonautice, který je nemagnetický a přesně si udržuje svůj tvar v ultrachladném prostředí – má šestkrát větší měrnou tuhost (rigiditu) než ocel nebo titan a zároveň je o 30 % lehčí než hliník. Zlatý povlak zajišťuje odrazivost infračerveného záření a odolnost.
JWST je určen především pro blízkou infračervenou astronomii, ale v závislosti na přístroji dokáže pozorovat i oranžové a červené viditelné světlo a také střední infračervenou oblast. Dokáže detekovat objekty až 100krát slabší než Hubbleův dalekohled a objekty mnohem starší v historii vesmíru, až do červeného posuvu z≈20 (asi 180 milionů let kosmického času po velkém třesku). Pro srovnání, předpokládá se, že nejstarší hvězdy vznikly mezi z≈30 a z≈20 (100–180 milionů let kosmického času), první galaxie mohly vzniknout kolem červeného posuvu z≈15 (asi 270 milionů let kosmického času) a Hubbleův dalekohled není schopen dohlédnout dále než k velmi rané reionizaci při z≈11,1 (galaxie GN-z11, 400 milionů let kosmického času).
Návrh kladl důraz na blízkou až střední infračervenou oblast ze tří hlavních důvodů:
- objekty s velkým rudým posuvem (velmi staré a vzdálené) mají své viditelné záření posunuté do infračervené oblasti, a proto lze jejich světlo dnes pozorovat pouze pomocí infračervené astronomie;
- chladnější objekty, jako jsou disky trosek a planety, vyzařují nejsilněji v infračervené oblasti;
- tato infračervená pásma je obtížné studovat ze Země nebo stávajícími kosmickými dalekohledy, jako je například Hubbleův dalekohled.

Pozemní teleskopy musí pozorovat skrz zemskou atmosféru, která je v mnoha infračervených pásmech neprůhledná (viz graf propustnosti atmosféry Země). I tam, kde je atmosféra průhledná, se v zemské atmosféře vyskytuje mnoho cílových chemických sloučenin, jako je voda, oxid uhličitý a metan, což značně komplikuje analýzu. Stávající kosmické dalekohledy, jako je Hubbleův dalekohled, nemohou tato pásma studovat, protože jejich zrcadla nejsou dostatečně chladná (Hubbleovo zrcadlo je udržováno na teplotě přibližně 15 °C (288 K)), takže dalekohled sám silně vyzařuje v infračervených pásmech.
Vesmírný dalekohled Jamese Webba může také pozorovat blízké objekty, včetně objektů v naší sluneční soustavě, které mají zdánlivou úhlovou rychlost pohybu 0,030 úhlové sekundy za sekundu nebo méně. To zahrnuje všechny planety a satelity, komety a asteroidy za oběžnou dráhou Země a "prakticky všechny" známé objekty Kuiperova pásu. Kromě toho může pozorovat příležitostné a neplánované cíle do 48 hodin od rozhodnutí o jejich pozorování, jako jsou supernovy a záblesky záření gama.
Vesmírný dalekohled Jamese Webba bude pracovat na halo dráze, která obíhá kolem bodu ve vesmíru známého jako librační centrum  L2 soustavy Slunce-Země, přibližně 1 500 000 km od oběžné dráhy Země kolem Slunce. Její skutečná poloha se bude při oběhu pohybovat ve vzdálenosti od bodu L2 přibližně 250 000 km do 832 000 km, díky čemuž bude mimo zemský i měsíční stín. Pro srovnání: Hubbleův dalekohled obíhá ve výšce 550 km nad povrchem Země a Měsíc je od Země vzdálen zhruba 400 000 km. Objekty v blízkosti tohoto bodu L2 Slunce-Země mohou obíhat kolem Slunce synchronně se Zemí, což dalekohledu umožňuje zůstat ve zhruba konstantní vzdálenosti při neustálé orientaci jeho unikátní sluneční clony a sběrnice zařízení vůči Slunci, Zemi a Měsíci. V kombinaci s širokou oběžnou dráhou, která se vyhýbá stínům, může dalekohled současně blokovat přicházející teplo a světlo ze všech tří těchto těles a vyhnout se i těm nejmenším změnám teploty způsobeným stínem Země a Měsíce, které by mohly ovlivnit konstrukci, a přesto si zachovat nepřetržité napájení sluneční energií a komunikaci se Zemí na své straně obrácené ke Slunci. Díky tomuto uspořádání bude teplota sondy konstantní a nižší než 50 K (−223 °C), což je nezbytné pro pozorování slabého infračerveného záření.
V současné době (k roku 2022) se nepředpokládá, že by JWST byl ve vesmíru obsluhován. Mise s posádkou za účelem opravy nebo modernizace observatoře, jako tomu bylo v případě Hubbleova dalekohledu, by byla nemožná a podle zástupce administrátora NASA Thomase Zurbuchena se i přes veškerou snahu ukázalo, že bezpilotní mise na dálku je v době návrhu JWST nad rámec současných technologií. Během dlouhého testovacího období JWST se představitelé NASA zmiňovali o myšlence servisní mise, ale žádné plány nebyly oznámeny. Od úspěšného vypuštění NASA uvedla, že byly provedeny omezené úpravy, které by usnadnily budoucí servisní mise, pokud by nějaké byly. To zahrnovalo: přesné naváděcí značky v podobě křížů na povrchu JWST pro použití vzdálenými servisními misemi, stejně jako doplňovatelné palivové nádrže, odnímatelné tepelné ochrany a přístupné upevňovací body.

Pohled na horní část
Spodní část (strana obrácená ke Slunci)

### Ochrana proti slunečnímu záření (stínění)

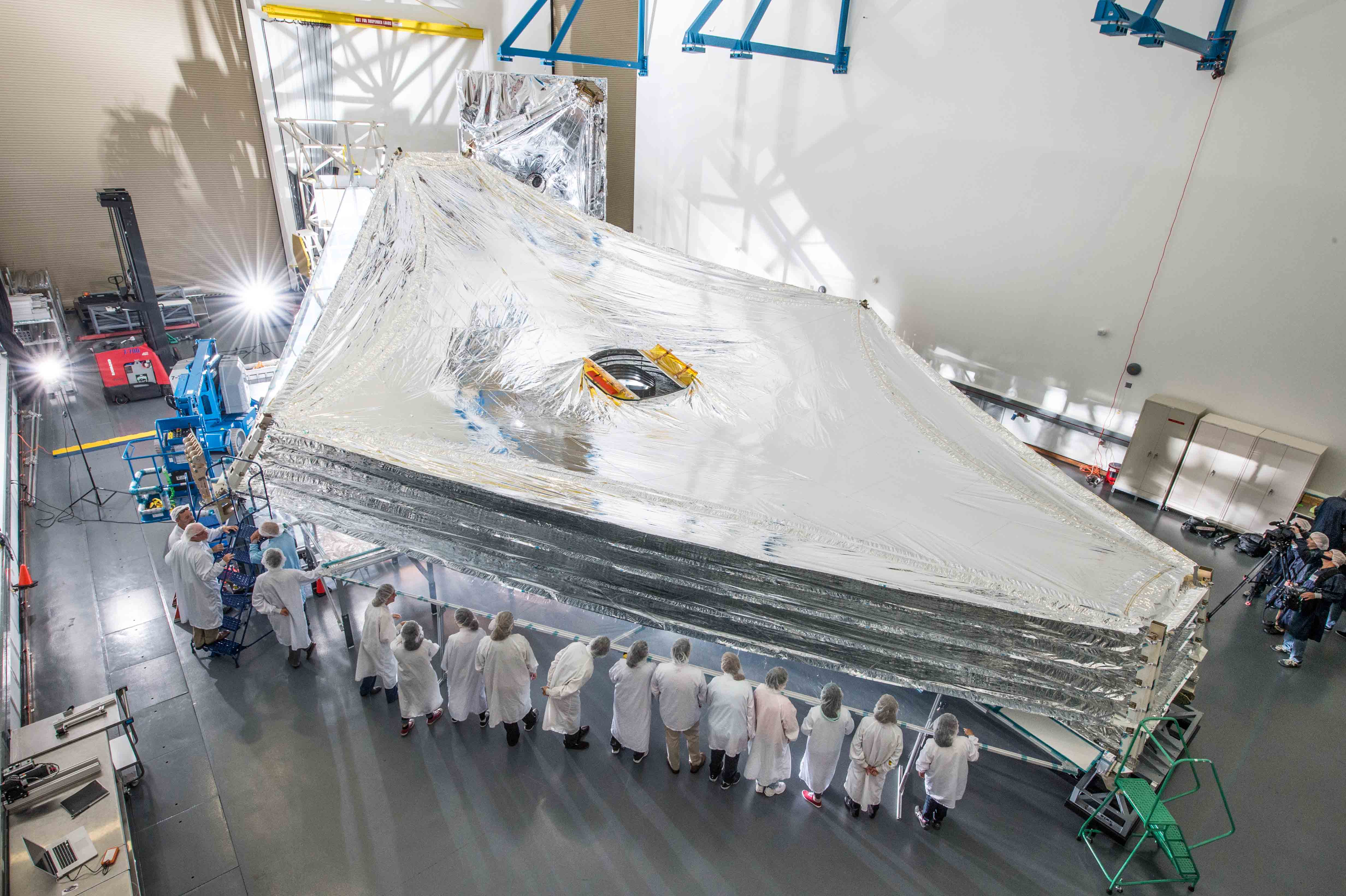
Testovací jednotka sluneční clony rozložená a složená v prostorech výrobce Northrop Grumman v Kalifornii v roce 2014

Pro pozorování v infračerveném spektru musí být teplota Webbova dalekohledu udržována pod 50 K (−223,2 °C), jinak by infračervené záření samotného dalekohledu rušilo jeho přístroje. Proto používá velkou sluneční clonu, která odráží světlo a teplo od Slunce, Země a Měsíce, a jeho poloha v blízkosti bodu libračního centra L2 soustavy Slunce-Země udržuje všechna tři tělesa stále na stejné straně sondy. Jeho halo dráha kolem bodu L2 se vyhýbá stínu Země a Měsíce, čímž udržuje stálé prostředí pro sluneční štít a solární panely. Stínění udržuje stabilní teplotu pro objekty na tmavé straně, což je rozhodující pro udržení přesného nastavení segmentů primárního zrcadla v prostoru.
Pětivrstvá sluneční clona, jejíž každá vrstva je tenká jako lidský vlas, je vyrobena z Kaptonu E, komerčně dostupné polyimidové fólie od společnosti DuPont, s membránami speciálně potaženými hliníkem na obou stranách a vrstvou dotovaného křemíku na straně dvou nejteplejších vrstev směřujících ke Slunci, která odráží sluneční teplo zpět do vesmíru. Mezi faktory, které projekt zdržely, patřilo náhodné poškození jemné struktury fólie během testování v roce 2018.
Sluneční clona byla navržena tak, aby ji bylo možné dvanáctkrát složit a aby se vešla do nákladového prostoru rakety Ariane 5, který má průměr 4,57 m a délku 16,19 m. Rozměry plně rozvinutého štítu byly plánovány na 14,162 m × 21,197 m. Sluneční štít byl ručně sestaven ve společnosti ManTech (NeXolve) v Huntsville v Alabamě a poté byl dodán společnosti Northrop Grumman do Redondo Beach v Kalifornii k testování.
Kvůli slunečnímu štítu nemá dalekohled v daném okamžiku neomezené zorné pole. Dalekohled může z jedné pozice vidět 40 % oblohy a celou oblohu může vidět po dobu šesti měsíců, což je doba, za kterou dokončí polovinu svého oběhu kolem Slunce.

### Optika

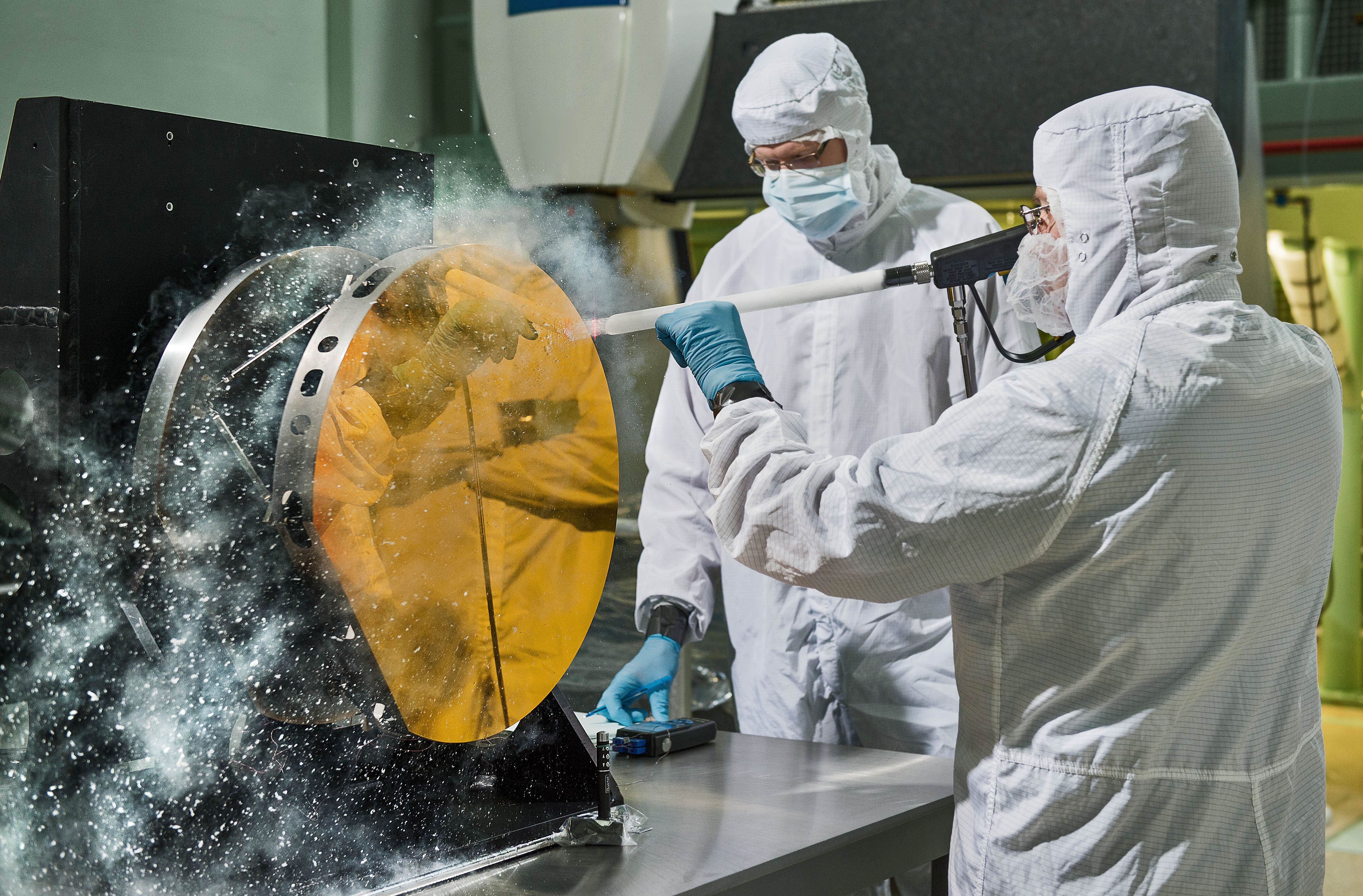
Inženýři čistí zkušební zrcadlo sněhem z oxidu uhličitého (2015)

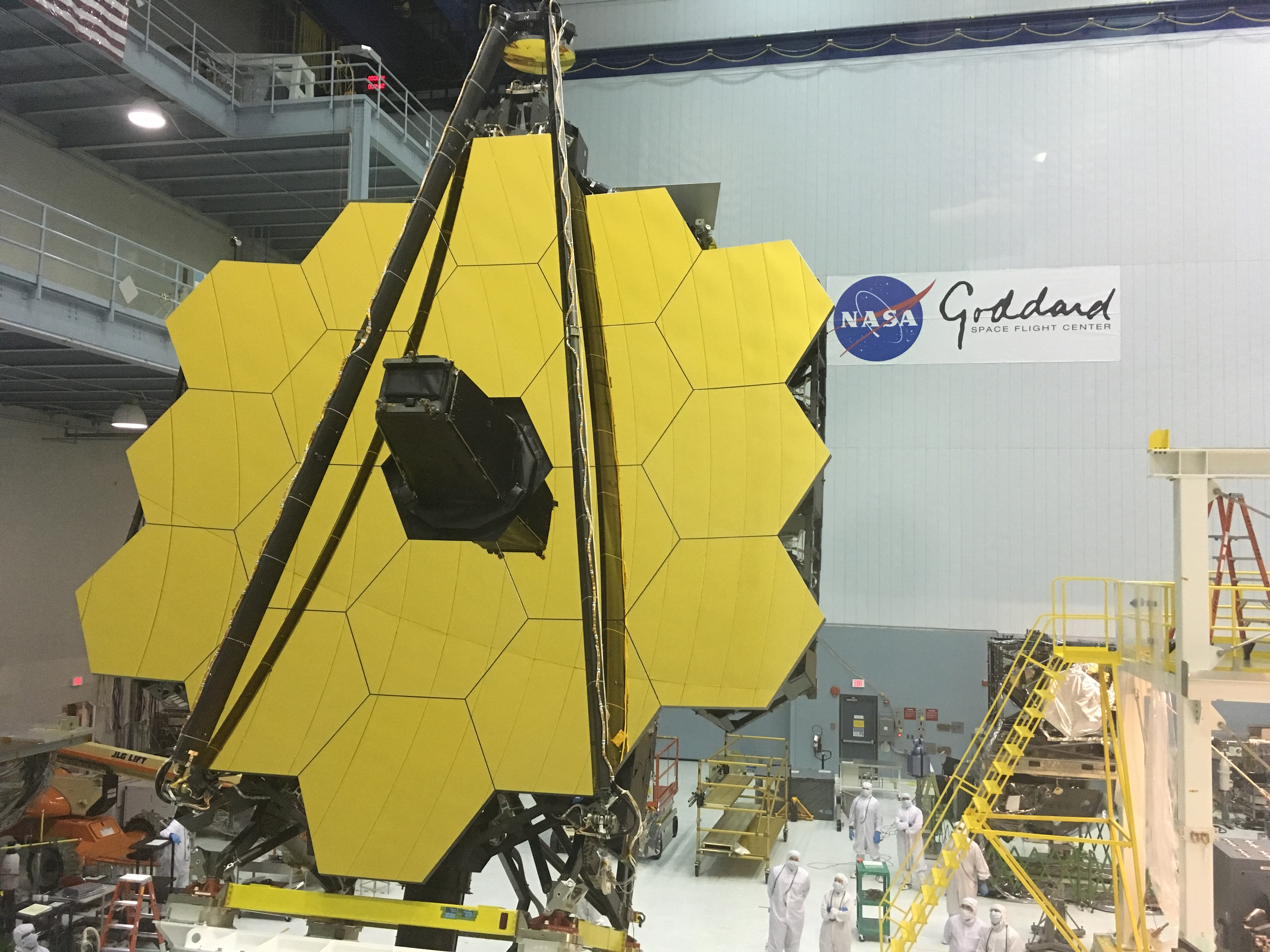
Hlavní zrcadlo sestavené v Goddardově kosmickém středisku (květen 2016)

Hlavní zrcadlo vesmírného dalekohledu Jamese Webba  je beryliové zrcadlo o průměru 6,5 m pokryté zlatem o sběrné ploše 25,4 m2. Pokud by bylo konstruováno jako jedno velké zrcadlo, bylo by pro stávající nosné rakety příliš velké. Zrcadlo se proto skládá z 18 šestiúhelníkových segmentů (vícezrcadlový dalekohled Guida Horna d'Artura), které se po vypuštění dalekohledu rozložily. Snímání vlnoplochy obrazu pomocí fázového načítání se používá k umístění segmentů zrcadla na správné místo pomocí velmi přesných mikromotorů. Po této počáteční konfiguraci je potřeba pouze občasné aktualizace každých několik dní, aby bylo zachováno optimální zaostření. To je rozdíl od pozemských dalekohledů, například Keckových dalekohledů, které neustále upravují své zrcadlové segmenty pomocí aktivní optiky, aby potlačily vlivy gravitačního a větrného zatížení.
Webbův dalekohled bude k polohování a občasnému nastavení optiky používat 132 malých motorů (tzv. akčních členů), protože ve vesmíru působí na dalekohled jen málo rušivých vlivů prostředí. Každý z 18 segmentů primárního zrcadla je ovládán 6 polohovými akčními členy s dalším akčním členem poloměru zakřivení ve středu pro nastavení zakřivení (7 členů na segment), celkem 126 akčních členů pro primární zrcadlo a dalších 6 akčních členů pro sekundární zrcadlo, celkem tedy 132 akčních členů. Ty mohou zrcadlo polohovat s přesností 10 nanometrů (10 miliontin milimetru).
Optická konstrukce dalekohledu je třízrcadlový anastigmat, který využívá zakřivených sekundárních a terciárních zrcadel k zajištění obrazu bez optických chyb v širokém poli. Sekundární zrcadlo má průměr 0,74 m. Kromě toho je zde přesné řídicí zrcadlo, které může mnohokrát za sekundu upravovat svou polohu a zajišťovat tak stabilizaci obrazu. Segmenty primárního zrcadla jsou v zadní části duté ve tvaru včelí plástve, aby se snížila hmotnost.
Společnost Ball Aerospace & Technologies byla hlavním optickým subdodavatelem projektu JWST, který vedla hlavní dodavatel Northrop Grumman Aerospace Systems na základě smlouvy s Goddardovým kosmickým střediskem NASA v Greenbeltu ve státě Maryland. Zrcadla a náhradní díly vyrobila a vyleštila společnost Ball Aerospace & Technologies na základě polotovarů z beryliových segmentů vyrobených několika společnostmi, včetně Axsys, Brush Wellman a Tinsley Laboratories.

### Vědecká zařízení

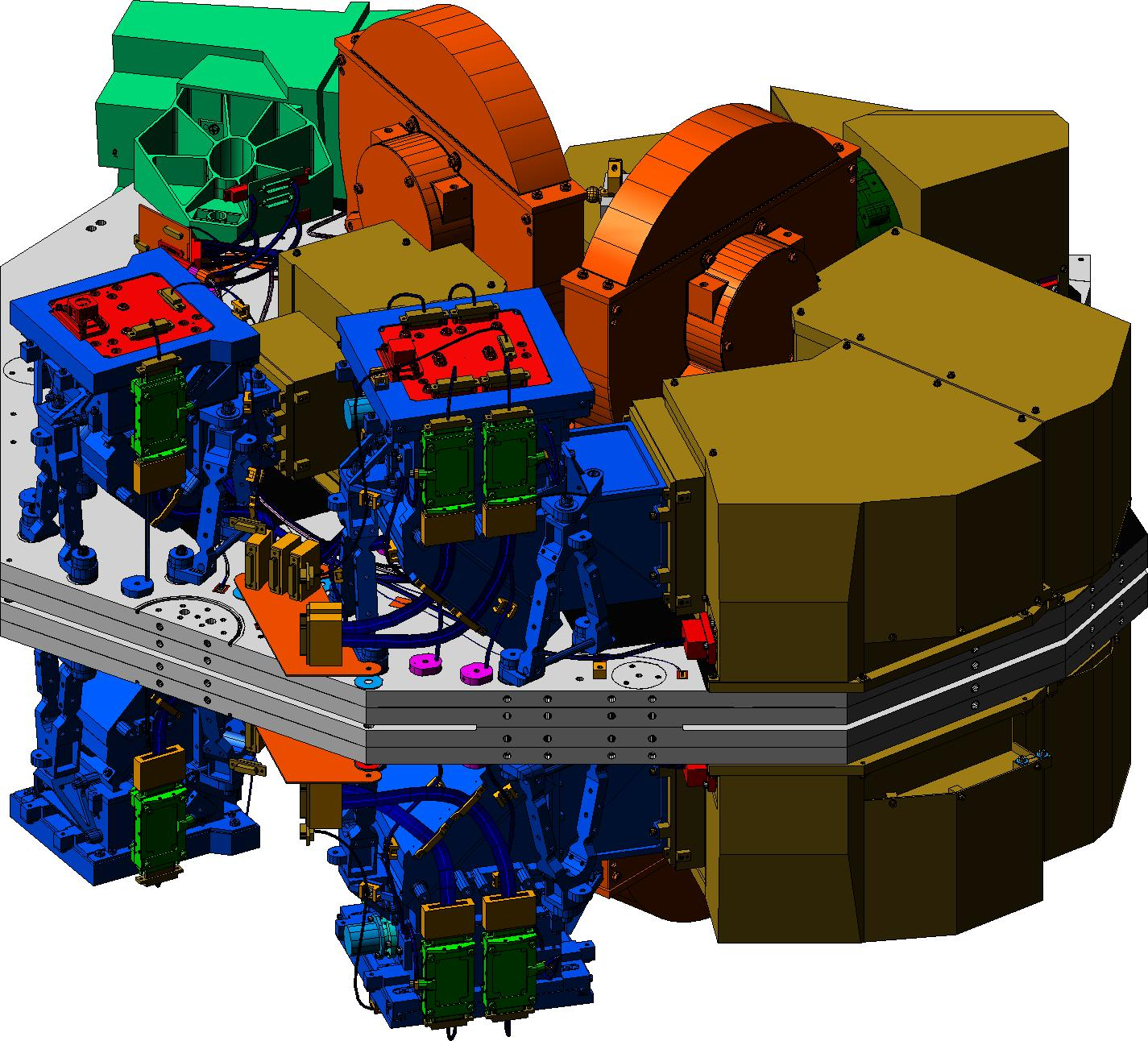
Model NIRCam model

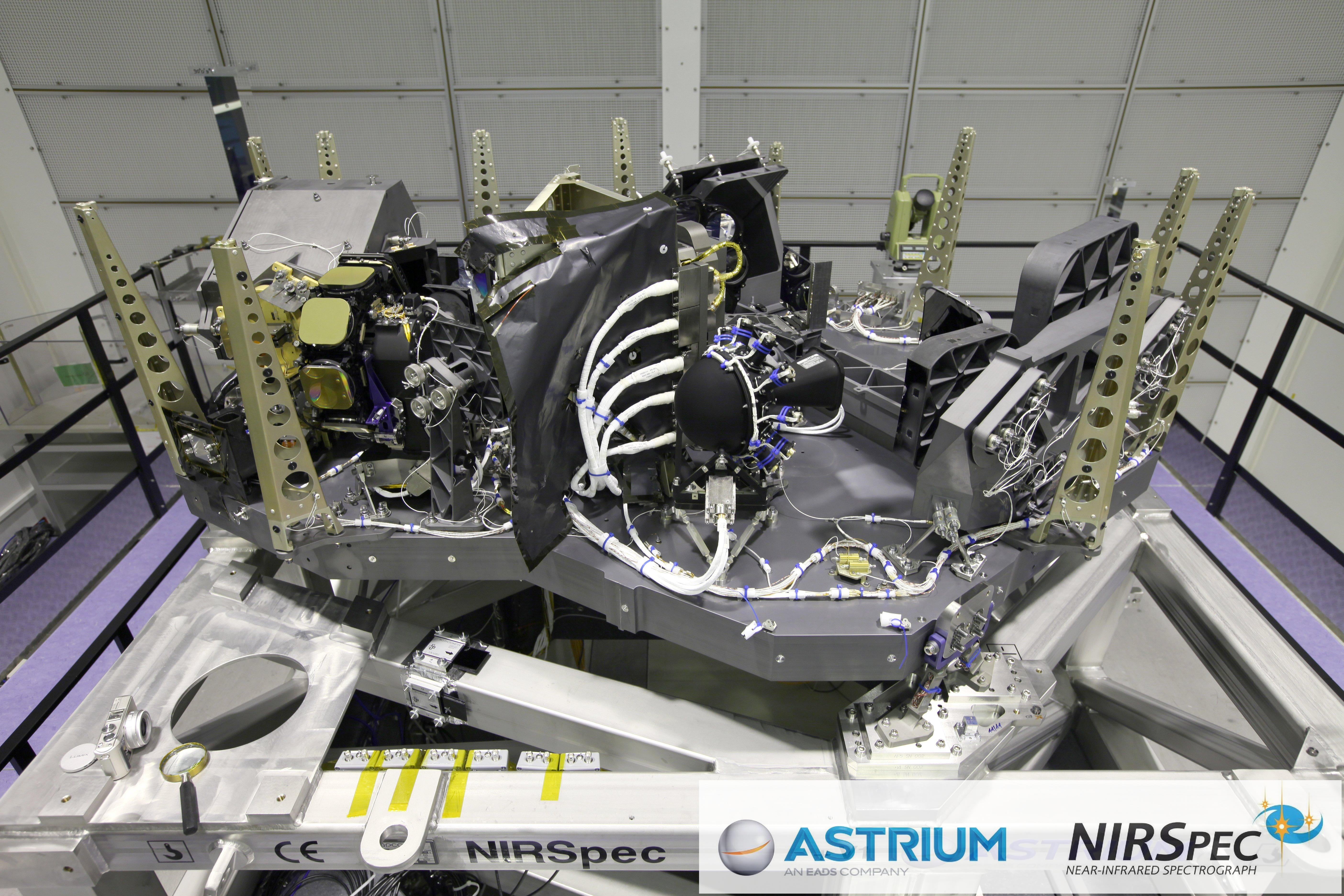
Model NIRSpec model

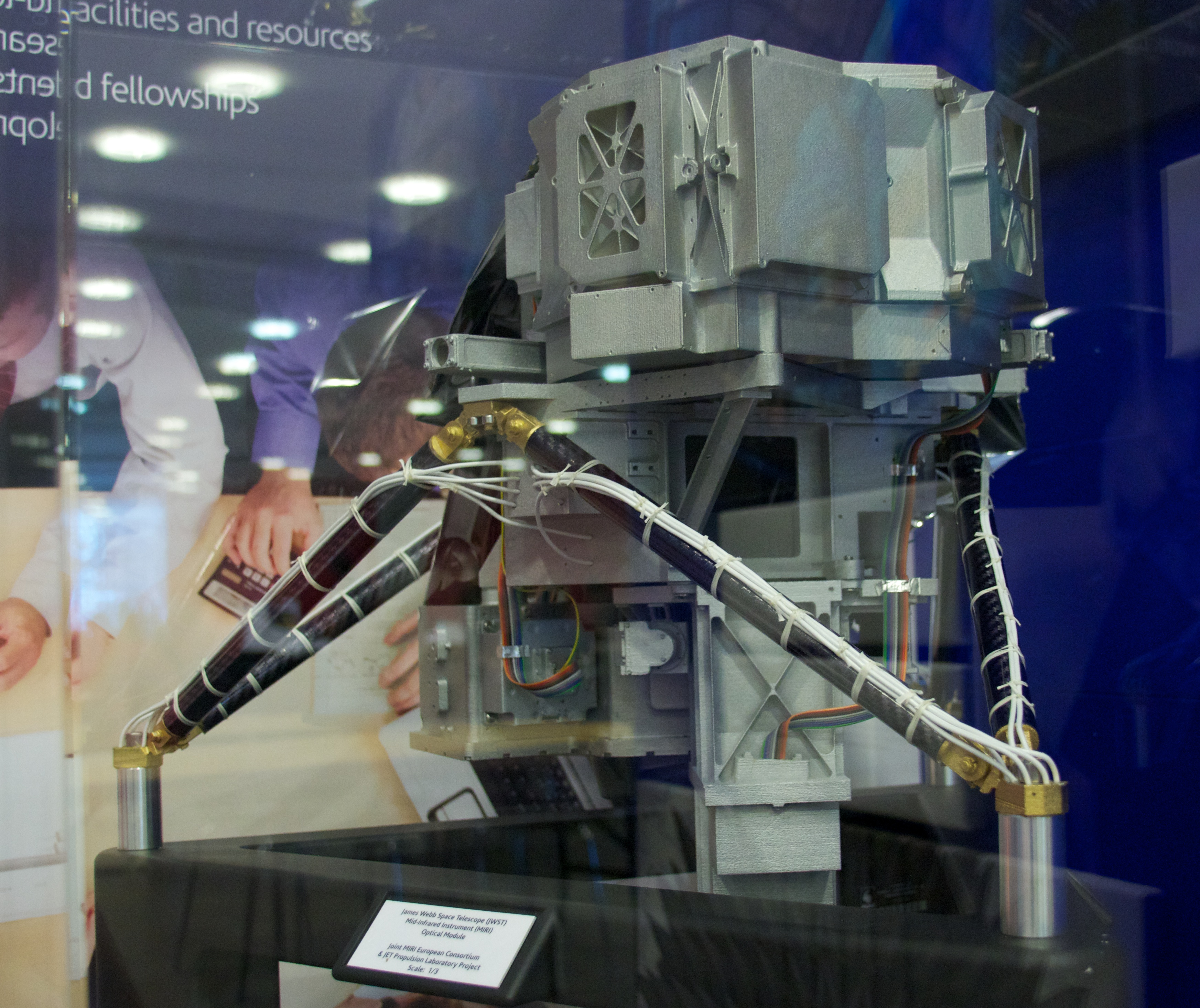
Model MIRI v měřítku 1:3

Integrovaný modul vědeckých přístrojů (ISIM) je rámec, který Webbovu dalekohledu poskytuje elektřinu, výpočetní zdroje, chlazení i stabilitu potřebné pro správnou funkci vědeckých zařízení. Je vyroben z kompozitního materiálu na bázi grafitu a epoxidu připevněného ke spodní straně konstrukce Webbova dalekohledu. V ISIM jsou umístěny čtyři vědecké přístroje a naváděcí kamera.
- NIRCam (Near InfraRed Camera) je infračervená kamera, která má spektrální pokrytí od okraje viditelné oblasti (0,6 μm) až po blízkou infračervenou oblast (5 μm).[67][68] Každý z 10 snímačů má rozlišení 4 megapixely. NIRCam bude sloužit také jako senzor vlnoplochy observatoře, který je potřebný pro snímání vlnoplochy a kontrolní činnosti. Kameru NIRCam sestrojil tým vedený Arizonskou univerzitou s hlavní řešitelkou Marcií J. Riekovou. Průmyslovým partnerem je Advanced Technology Center společnosti Lockheed-Martin v kalifornském Palo Altu.[69]
- NIRSpec (Near InfraRed Spectrograph) bude rovněž provádět spektroskopii ve stejném rozsahu vlnových délek. Sestrojila jej Evropská kosmická agentura ve svém Evropském kosmickém výzkumném a technologickém středisku v nizozemském Noordwijku. Vedoucí vývojový tým zahrnuje členy z Airbus Defence and Space v Ottobrunnu a Friedrichshafenu v Německu a Goddardovo kosmické středisko; Pierre Ferruit (École normale supérieure de Lyon) je vědeckým pracovníkem projektu NIRSpec. Konstrukce NIRSpec nabízí tři pozorovací režimy: režim s nízkým rozlišením pomocí hranolu, režim s více objekty R~1000 a režim s integrální prostorovou jednotkou R~2700 nebo režim spektroskopie s dlouhou štěrbinou.[70] Přepínání režimů se provádí pomocí mechanismu předvolby vlnové délky, který se nazývá Filter Wheel Assembly, a volbou příslušného disperzního prvku (hranolu nebo mřížky) pomocí mechanismu Grating Wheel Assembly.[70] Oba mechanismy vycházejí z úspěšných otočných mechanismů ISOPHOT infračervené vesmírné observatoře. Režim pro více objektů se opírá o složitý mechanismus mikrozávěrky, který umožňuje současné pozorování stovek jednotlivých objektů kdekoli v zorném poli NIRSpecu. K dispozici jsou dva snímače, každý o rozlišení 4 megapixely. Mechanismy a jejich optické prvky navrhla, integrovala a testovala společnost Carl Zeiss Optronics GmbH z německého Oberkochenu na základě smlouvy se společností Astrium.[70]
- MIRI (Mid-InfraRed Instrument) bude měřit střední až dlouhou infračervenou oblast vlnových délek od 5 do 27 μm.[71][72] Obsahuje jak kameru pro střední infračervenou oblast, tak zobrazovací spektrometr.[63] MIRI byl vyvinut ve spolupráci NASA a konsorcia evropských zemí a jeho vedoucími jsou George Rieke (University of Arizona) a Gillian Wright (UK Astronomy Technology Centre, ve skotském Edinburghu, součást Science and Technology Facilities Council (STFC)).[69] MIRI je vybaven podobnými otočnými mechanismy jako NIRSpec, které rovněž vyvinula a vyrobila společnost Carl Zeiss Optronics GmbH na základě smlouvy s Institutem Maxe Plancka pro astronomii v německém Heidelbergu. Dokončená sestava optické lavice MIRI byla v polovině roku 2012 dodána do Goddardova kosmického střediska pro konečnou integraci do ISIM. Teplota MIRI nesmí překročit 6 K (−267 °C); toto chlazení zajišťuje mechanický chladič s plynným heliem umístěný na teplé straně ochranného štítu.[73]
- FGS/NIRISS (Fine Guidance Sensor and Near Infrared Imager and Slitless Spectrograph), který vede Kanadská kosmická agentura pod vedením vědeckého pracovníka projektu Johna Hutchingse (Herzberg Astronomy and Astrophysics Research Centre, National Research Council), slouží ke stabilizaci zorného pole observatoře během vědeckých pozorování. Měření prováděná systémem FGS se používají jak ke kontrole celkové orientace sondy, tak k pohonu jemného řídicího zrcadla pro stabilizaci obrazu. Kanadská kosmická agentura rovněž poskytuje modul NIRISS (Near Infrared Imager and Slitless Spectrograph) pro astronomické zobrazování a spektroskopii v rozsahu vlnových délek 0,8 až 5 μm, který vede hlavní výzkumník René Doyon z Université de Montréal.[69] Protože je modul NIRISS fyzicky namontován společně s FGS, často se o nich hovoří jako o jednom celku; slouží však ke zcela odlišným účelům, přičemž jeden je vědeckým přístrojem a druhý je součástí podpůrné infrastruktury observatoře.

NIRCam a MIRI jsou vybaveny koronografy blokujícími světlo hvězd, které slouží k pozorování slabých cílů, jako jsou exoplanety a cirkumstelární disky v těsné blízkosti jasných hvězd.
Infračervené detektory pro moduly NIRCam, NIRSpec, FGS a NIRISS dodala společnost Teledyne Imaging Sensors (dříve Rockwell Scientific Company). Tým inženýrů integrovaného vědeckého přístrojového modulu (ISIM) a řídicího a datového systému (ICDH) vesmírného dalekohledu Jamese Webba  používá k přenosu dat mezi vědeckými přístroji a zařízením pro zpracování dat technologii SpaceWire.

### Základní konstrukce (nosná konstrukce)

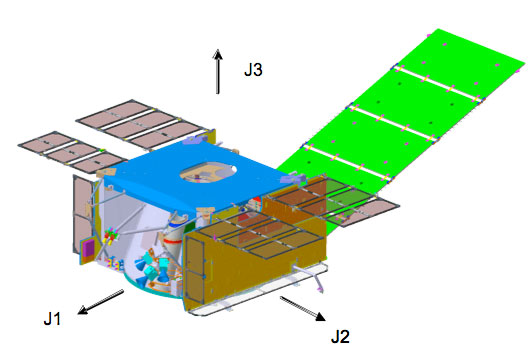
Schéma základní konstrukce. Zeleně je znázorněn solární panel a světle fialové panely jsou chladiče.

Základní konstrukce je hlavní podpůrná součást vesmírného dalekohledu Jamese Webba, na kterém je umístěno množství výpočetních, komunikačních, elektrických, pohonných a konstrukčních částí. Spolu se sluneční clonou tvoří konstrukční prvek kosmického dalekohledu. Dalšími dvěma hlavními prvky JWST jsou modul ISIM (Integrated Science Instrument Module) a optický prvek teleskopu OTE (Optical Telescope Element). Oblast 3 ISIM se rovněž nachází uvnitř základní konstrukce; oblast 3 zahrnuje subsystém ISIM Command and Data Handling a kryochladič MIRI.  Základní konstrukce je spojena s optickým teleskopickým prvkem prostřednictvím sestavy nasazovací věže, která se rovněž připojuje ke slunečnímu štítu. Základní konstrukce kosmické lodi se nachází na "teplé" straně sluneční clony obrácené ke Slunci a pracuje při teplotě přibližně 300 K (27 °C).
Základní konstrukce má hmotnost 350 kg a musí udržet kosmický dalekohled o hmotnosti 6 200 kg. Je vyrobena především z grafitového kompozitního materiálu. Byla sestavena v Kalifornii, montáž byla dokončena v roce 2015 a poté musela být integrována se zbytkem kosmického dalekohledu; což umožnilo jeho vypuštění v roce 2021. Konstrukce dokáže otáčet dalekohledem s přesností na jednu úhlovou vteřinu a tlumí vibrace s přesností na dvě úhlové vteřiny.
V centrálním výpočetním, paměťovém a komunikačním zařízení řídí procesor a software data do a z přístrojů, do polovodičového paměťového jádra a do rádiového systému, který může odesílat data zpět na Zemi a přijímat příkazy. Počítač také řídí nasměrování kosmické lodi, přijímá údaje ze senzorů gyroskopů a hvězdného sledovače a vysílá povely reakčním kolům nebo tryskám.
Webbův dalekohled má dva páry raketových motorů (jeden pár slouží jako záložní) pro korekce kurzu na cestě k L2 a pro udržování stanice – udržování správné polohy na halo dráze. Osm menších trysek slouží k řízení polohy – správnému nasměrování sondy. Motory používají jako palivo hydrazin (159 litrů při startu) a jako okysličovadlo tetraoxid dinitrogenu (79,5 litru při startu).

## Poslání – cíle
Vesmírný dalekohled Jamese Webba má čtyři hlavní cíle:
- hledat světlo prvních hvězd a galaxií, které se ve vesmíru zformovaly po velkém třesku.
- studovat vznik a vývoj galaxií
- porozumět vzniku hvězd a planet
- studovat planetární systémy a vznik života.[82]

Těchto cílů lze efektivněji dosáhnout pozorováním v blízkém infračerveném světle než ve světle ve viditelné části spektra. Z tohoto důvodu nebudou přístroje dalekohledu měřit viditelné nebo ultrafialové světlo jako Hubbleův teleskop, ale budou mít mnohem větší kapacitu pro infračervenou astronomii. Webbův dalekohled bude citlivý na rozsah vlnových délek od 0,6 do 28 μm (což odpovídá oranžovému světlu, resp. hlubokému infračervenému záření o teplotě přibližně 100 K nebo −173 °C).
Webbův dalekohled může být využit k získání informací o stmívání hvězdy KIC 8462852, která byla objevena v roce 2015 a má některé neobvyklé vlastnosti světelné křivky.

### Oběžná dráha – design

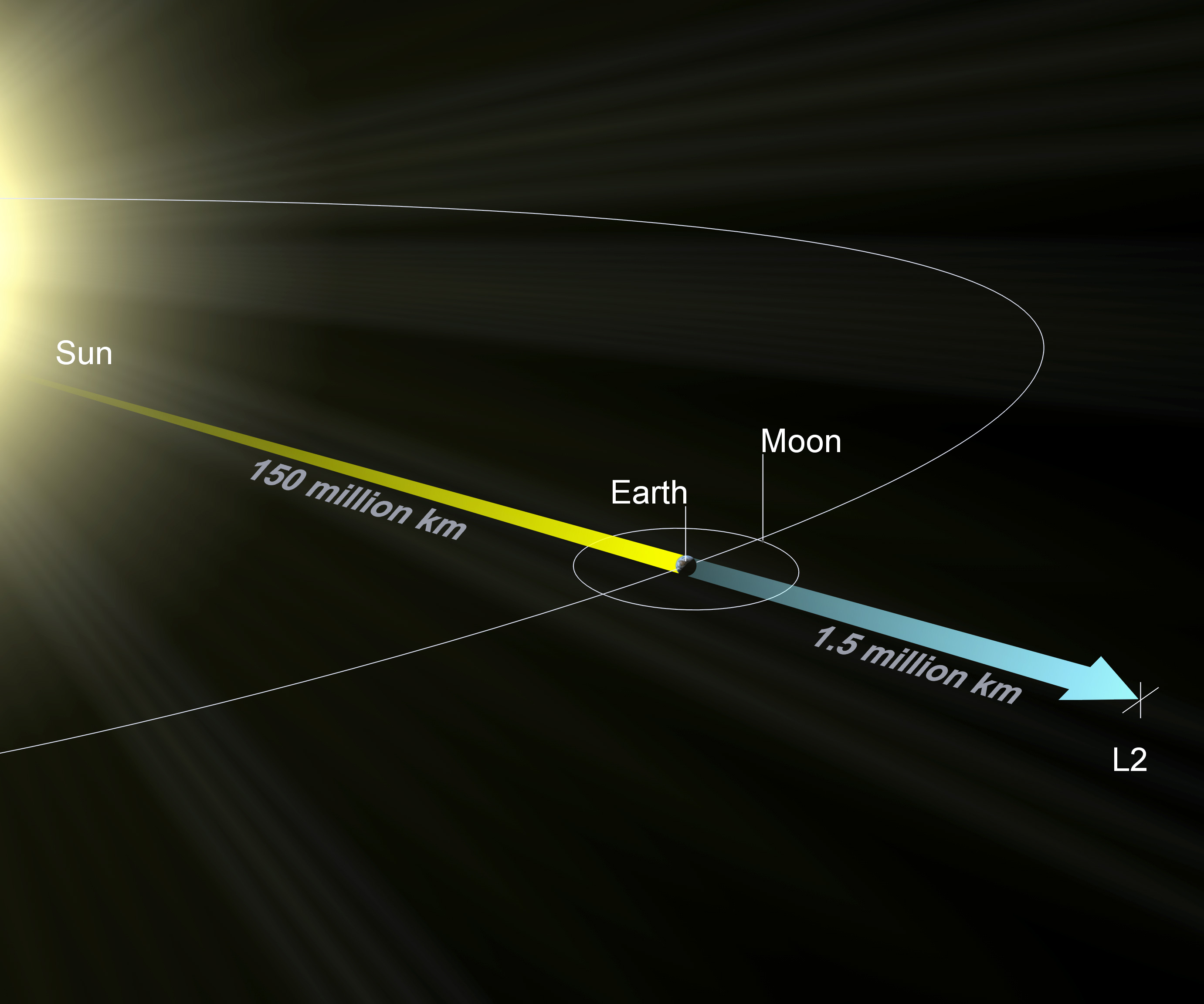
JWST se nenachází přesně v Lagrangeova bodu L2, ale krouží kolem něj po halo dráze.

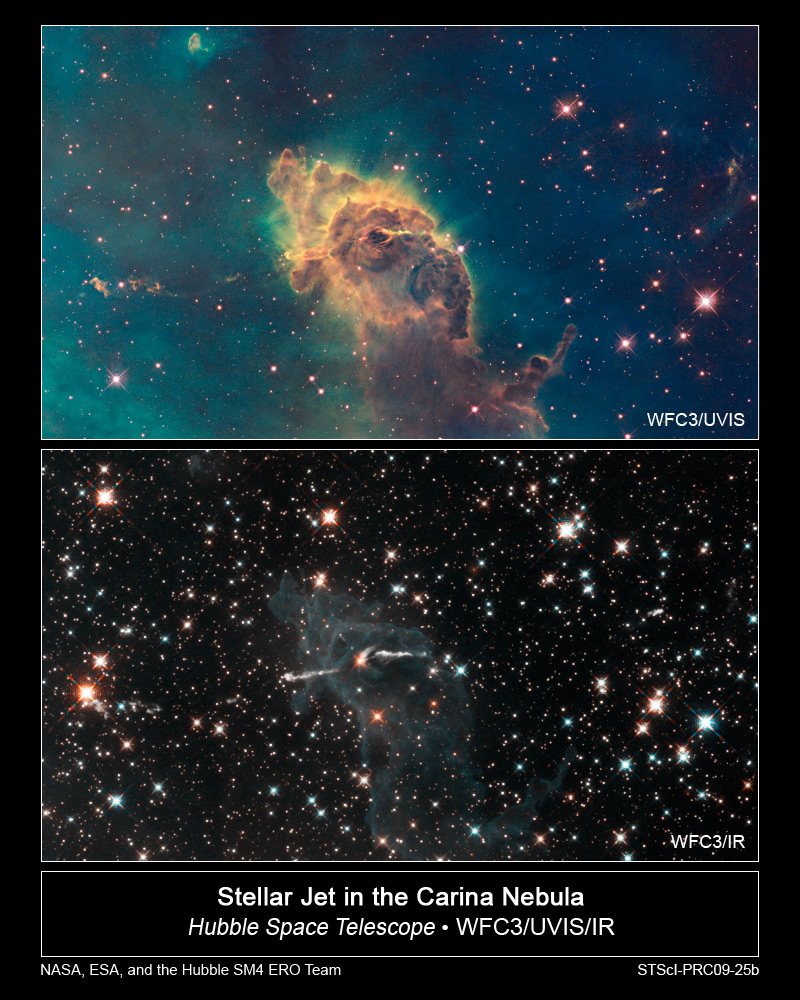
Dva alternativní pohledy Hubbleova vesmírného dalekohledu na mlhovinu Carina, porovnání ultrafialové a viditelné (nahoře) a infračervené (dole) astronomie. Na druhém z nich je vidět mnohem více hvězd.

JWST obíhá kolem Slunce v blízkosti druhého Lagrangeova bodu (L2) soustavy Slunce-Země, což je o 1 500 000 km  dále od Slunce než oběžná dráha Země a asi čtyřikrát dále než oběžná dráha Měsíce. Za normálních okolností by těleso, které obíhá kolem Slunce dále než Země, potřebovalo k dokončení své dráhy více než jeden rok. V blízkosti bodu L2 však kombinovaná gravitační síla Země a Slunce umožňuje kosmickému tělesu obletět Slunce za stejnou dobu, jakou potřebuje Země. Pobyt v blízkosti Země umožňuje mnohem vyšší rychlost přenosu dat při dané velikosti antény.
Dalekohled krouží kolem bodu L2 Slunce-Země po halo dráze, která je skloněná vzhledem k ekliptice, má poloměr v rozmezí přibližně 250 000 km až 832 000 km a trvá přibližně půl roku. Protože L2 je pouze rovnovážný bod bez gravitační přitažlivosti, oběžná dráha halo není oběžnou dráhou v obvyklém smyslu: sonda je ve skutečnosti na oběžné dráze kolem Slunce a oběžnou dráhu halo si lze představit jako řízené unášení tak, aby zůstala v blízkosti bodu L2. To vyžaduje určité udržování stanice: asi 2,5 m/s za rok z celkového rozpočtu ∆v 93 m/s. Pohonný systém družice tvoří dvě sady trysek. Vzhledem k tomu, že trysky jsou umístěny výhradně na straně observatoře přivrácené ke Slunci, jsou všechny operace udržování stanice navrženy tak, aby mírně podhodnocovaly požadované množství tahu, aby nedošlo k posunutí JWST za polostabilní bod L2, což by bylo nenapravitelné. Randy Kimble, vědecký pracovník projektu integrace a testování vesmírného dalekohledu Jamese Webba, přirovnal přesné udržování stanice JWST k "Sisyfovi [...], který valí tento kámen do mírného svahu poblíž vrcholu kopce – nikdy nechceme, aby se překulil přes hřeben a utekl mu".

### Infračervená astronomie

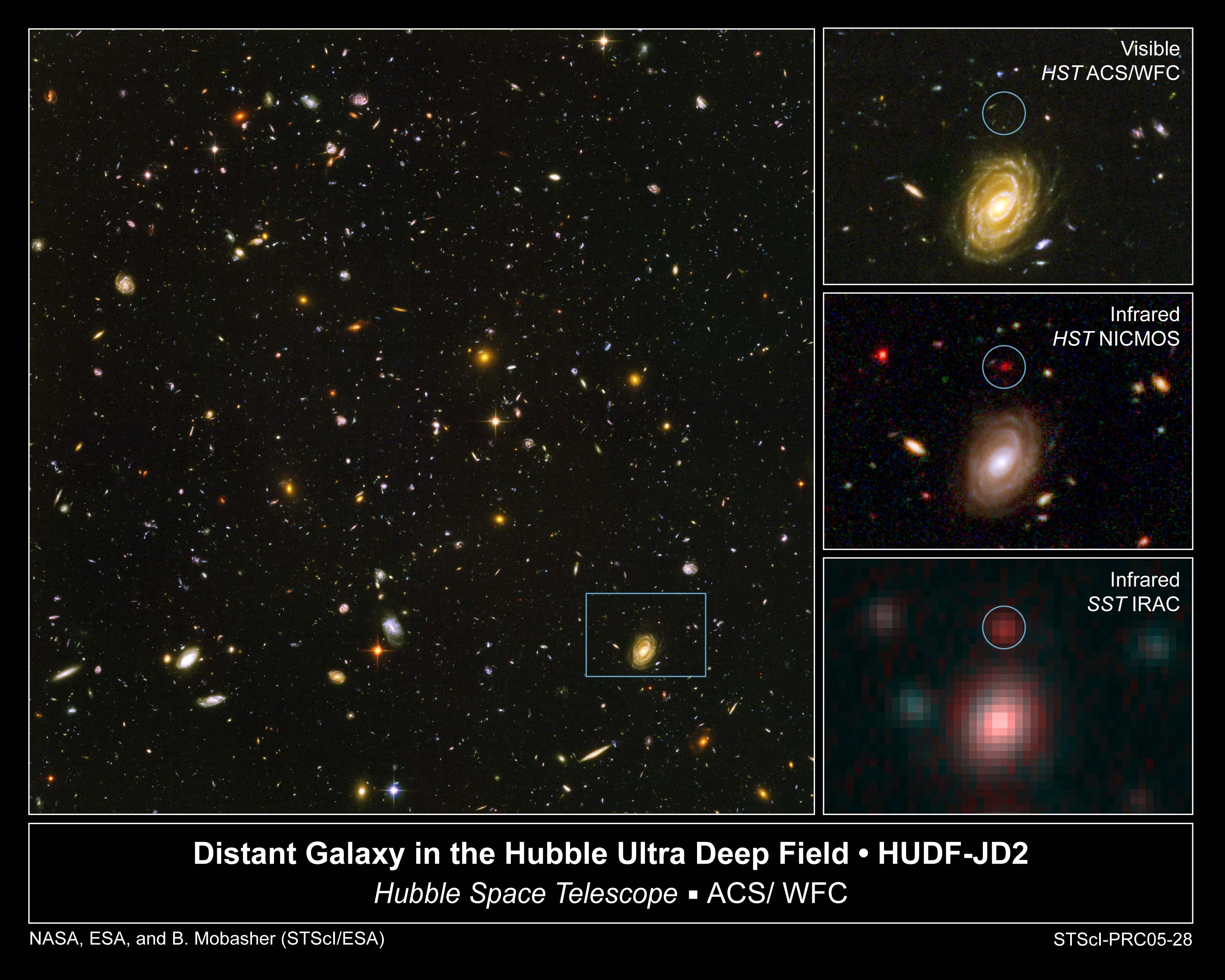
Pozorování v infračerveném oboru umožňují spatřit objekty skryté ve viditelném světle, jako je například zde zobrazený HUDF-JD2.

Atmosférická okna v infračervené oblasti: Při pohledu ze zemského povrchu je velká část tohoto typu světla blokována. Je to jako dívat se na duhu, ale vidět jen jednu barvu.

Webbův dalekohled je formálním nástupcem Hubbleova vesmírného dalekohledu, a protože se zaměřuje především na infračervenou astronomii, je také nástupcem Spitzerova vesmírného dalekohledu. Webbův dalekohled oba tyto dalekohledy daleko předčí, protože bude schopen pozorovat mnohem více a mnohem starších hvězd a galaxií. Pozorování v infračerveném spektru je pro dosažení tohoto cíle klíčovou technikou, a to kvůli kosmologickému červenému posuvu a proto, že lépe proniká zastírajícím prachem a plynem. To umožňuje pozorování slabších a chladnějších objektů. Vzhledem k tomu, že vodní pára a oxid uhličitý v zemské atmosféře silně pohlcují většinu infračerveného záření, je pozemní infračervená astronomie omezena na úzký rozsah vlnových délek, kde atmosféra pohlcuje méně silně. Kromě toho atmosféra sama vyzařuje v infračerveném spektru a často přehlušuje světlo pozorovaného objektu. Proto je pro pozorování v infračervené oblasti vhodnější vesmírný dalekohled.
Čím je objekt vzdálenější, tím se jeví mladší; jeho světlu trvalo déle, než se dostalo k lidským pozorovatelům. Protože se vesmír rozpíná, světlo se při svém putování stává červeně posunutým, a objekty v extrémních vzdálenostech jsou proto lépe viditelné, pokud jsou pozorovány v infračervené oblasti. Očekává se, že infračervené schopnosti JWST mu umožní nahlédnout zpět v čase až k prvním galaxiím vznikajícím jen několik set milionů let po velkém třesku.
Infračervené záření může volněji procházet oblastmi kosmického prachu, které rozptylují viditelné světlo. Pozorování v infračerveném spektru umožňují studovat objekty a oblasti vesmíru, které by ve viditelném spektru byly zakryty plynem a prachem, například molekulární mračna, v nichž se rodí hvězdy, okolní hvězdné disky, z nichž vznikají planety, a jádra aktivních galaxií.
Relativně chladné objekty (s teplotou nižší než několik tisíc stupňů) vysílají své záření především v infračervené oblasti, jak popisuje Planckův zákon. V důsledku toho je většina objektů, které jsou chladnější než hvězdy, lépe studovatelná v infračervené oblasti. Patří sem oblaka mezihvězdného prostředí, hnědí trpaslíci, planety v naší i jiných planetárních soustavách, komety a objekty Kuiperova pásu, které budou pozorovány přístrojem MIRI (Mid-Infrared Instrument).
Některé z úkolů v infračervené astronomii, které ovlivnily vývoj JWST, byly Spitzerův dalekohled a Wilkinsonova mikrovlnná anizotropní sonda (WMAP). Spitzerův dalekohled ukázal význam středního infračerveného záření, které je užitečné pro úkoly, jako je pozorování prachových disků kolem hvězd. Také sonda WMAP ukázala, že vesmír je "osvětlen" v červeném posuvu 17, což dále zdůraznilo význam střední infračervené oblasti. Obě tyto mise byly zahájeny na počátku roku 2000, tedy včas, aby mohly ovlivnit vývoj JWST.

### Pozemní podpora a provoz
Jako vědecké a provozní středisko (Science and Operations Center, S&OC) pro JWST byl vybrán Space Telescope Science Institute (STScI) v Baltimoru ve státě Maryland ve Spojených státech amerických v kampusu Homewood Univerzity Johnse Hopkinse s počátečním rozpočtem 162,2 milionu USD určeným na podporu provozu v prvním roce po vypuštění. V této funkci bude STScI zodpovědné za vědecký provoz dalekohledu a poskytování datových produktů astronomické komunitě. Data budou přenášena z JWST na zem prostřednictvím sítě NASA Deep Space Network, zpracovávána a kalibrována v STScI a poté distribuována online astronomům po celém světě. Podobně jako u Hubblova dalekohledu bude moci kdokoli kdekoli na světě předkládat návrhy na pozorování. Každý rok bude předložené návrhy posuzovat několik komisí složených z astronomů, které vyberou projekty pro pozorování v nadcházejícím roce. Autoři vybraných návrhů budou mít obvykle jeden rok neveřejný přístup k novým pozorováním, poté budou data veřejně dostupná ke stažení komukoli z online archivu STScI.
Šířka pásma a digitální propustnost družice je navržena tak, aby po dobu trvání mise pracovala s 458 gigabity dat denně (což odpovídá trvalé rychlosti 5,42 megabitů za sekundu (Mbps)). Většinu zpracování dat na dalekohledu zajišťují běžné jednodeskové počítače. Převod analogových vědeckých dat do digitální podoby provádí na zakázku zkonstruovaný integrovaný obvod SIDECAR ASIC (System for Image Digitization, Enhancement, Control And Retrieval Application Specific Integrated Circuit). NASA uvedla, že SIDECAR ASIC bude obsahovat všechny funkce 9,1 kg vážícího přístrojového boxu v 3 cm velkém balení a spotřebuje pouze 11 miliwattů energie. Vzhledem k tomu, že tato konverze musí probíhat v blízkosti detektorů, na chladné straně dalekohledu, bude nízká spotřeba energie tohoto integrovaného obvodu klíčová pro udržení nízké teploty potřebné pro optimální provoz JWST.

## Historie

### Průběh
První koncept nového teleskopu byl prezentován v září 1989, tedy ještě před startem svého předchůdce.
Vývoj začal v roce 1996 s plánovaným vypuštěním v roce 2007 při celkovém rozpočtu 500 milionů USD.
Po revizi projektu měl být teleskop vypuštěn v roce 2014, ale vypuštění bylo znovu odloženo na první měsíce roku 2018. Kvůli technickému stavu teleskopu bylo opět odloženo až na začátek roku 2020. V červnu 2018 NASA oznámila odložení vypuštění na 30. březen 2021. I tento termín byl ale zrušen, když NASA vydala 16. července 2020 zprávu, že kvůli dopadům pandemie covidu-19 a stálým technickým výzvám, se start teleskopu posouvá na 31. října 2021. Po několika přesunech byl start naplánován na ne dříve než 24. prosince 2021. Kvůli špatnému počasí byl start opět odložen a posunut na 25. prosince 2021.
Dne 25. prosince 2021 v 13.20 CET odstartovala raketa Ariane 5 v misi s označením VA256 z Francouzské Guyany a dopravila teleskop úspěšně do vesmíru.
NASA o jeho další misi podává informace v reálném čase na webu SPACE.

### Zásah mikrometeoroidem
9. června 2022 na jeden z primárních zrcadlových segmentů dopadl mikrometeoroid, byl to nečekaně silný náraz. Stalo se tak ještě cca měsíc před tím, než měly být zahájeny vědecké operace. Dalekohled byl tou dobou již v libračním bodě L2.

### Financování
Náklady na celou dobu životnosti odhaduje NASA na 9,7 miliard USD. Z toho 8,8 miliardy USD stál vývoj a výroba teleskopu a 861 milionů má stát pětiletý provoz.
Na projektu se podílí také Evropská kosmická agentura (ESA). Jedná se o vynesení teleskopu do vesmíru pomocí vlastní rakety Ariane 5 z Evropského kosmodromu. ESA také vyvinula spektrograf NIRSpec a přibližně 50 % zařízení MIRI.
Přístrojové vybavení dodala také Kanadská kosmická agentura.
Náklady na misi tedy tyto příspěvky navyšují o dalších 700 milionů eur resp. 200 milionů kanadských dolarů.
| Rok                           | Plánované vypuštění | Rozpočet [miliardy USD] |
| ----------------------------- | ------------------- | ----------------------- |
| 1997                          | 2007                | 0,5                     |
| 1998                          | 2007                | 1                       |
| 1999                          | 2007 – 2008         | 1                       |
| 2000                          | 2009                | 1,8                     |
| 2002                          | 2010                | 2,5                     |
| 2003                          | 2011                | 2,5                     |
| 2005                          | 2013                | 3                       |
| 2006                          | 2014                | 4,5                     |
| 2008: Předběžná revize návrhu |                     |                         |
| 2008                          | 2014                | 5,1                     |
| 2010: Revize návrhu           |                     |                         |
| 2010                          | 2015 – 2016         | 6,5                     |
| 2011                          | 2018                | 8,7                     |
| 2013                          | 2018                | 8,8                     |
| 2017                          | 2019                | 8,8                     |
| 2018                          | 2020                | ≥8,8                    |
| 2019                          | březen 2021         | 9,66                    |
| 2021                          | prosinec 2021       | 9,70                    |

## Umístění
Již na začátku výroby dalekohledu se vybírala ideální pozice, kam by se měl teleskop umístit tak, aby byl chráněn proti slunečnímu záření, které škodí přístrojům. Jako první se uvažovalo o využití dráhy L1, ta je ale oproti již zmíněné L2 na opačné straně Země a je vystavena slunečnímu záření a ještě o 1,5 mil. kilometrů blíže Slunci než Země. Tato možnost by řešila problém s napájením systémů prostřednictvím slunečních panelů. Negativem by bylo výrazně vyšší zahřívání systémů a muselo by se počítat s větším objemem hélia, jež dokáže přístroje uchladit. Proto byla nakonec zvolena pozice L2. Teleskop bude umístěn tak, že jeho primární zrcadlo bude natočeno směrem od Slunce i Země do hlubokého vesmíru. Nebude tedy možné pozorovat planetu Zemi a Měsíc, ani planety Merkur a Venuši, jež jsou nepozorovatelné i pro Hubbleův vesmírný dalekohled. Vzhledem k určení teleskopu jsou však tyto nevýhody akceptovatelné.

Porovnání zrcadel Hubbleova a Webbova teleskopu
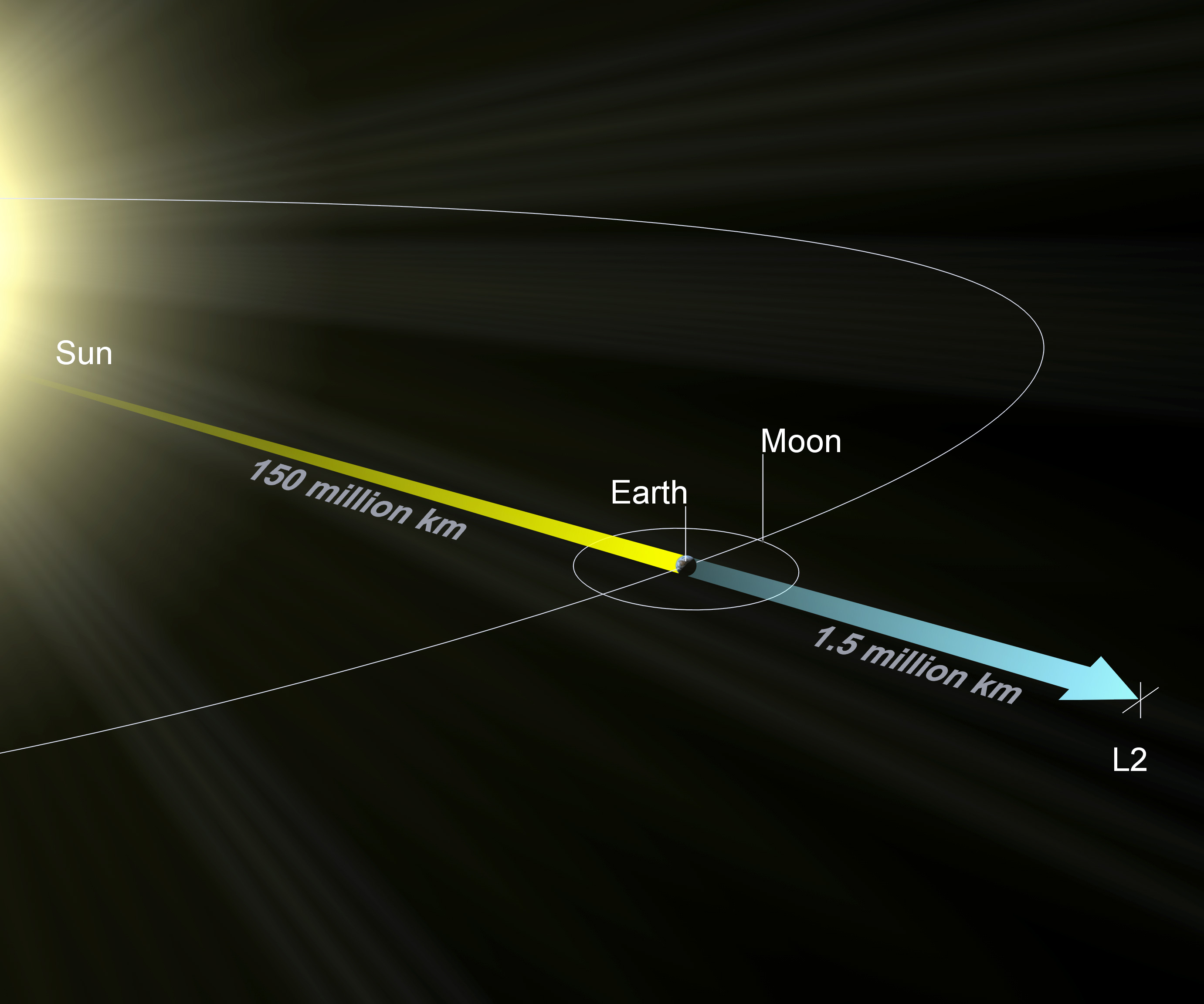
Pozice dalekohledu v libračním centru L2